# Fiscalité propre
Pour un article plus général, voir Intercommunalité en France.
Pour les articles homonymes, voir FP.
En droit public français, la notion de fiscalité propre fait référence à la capacité d’une structure intercommunale de lever un impôt local. Cette possibilité permet de distinguer les regroupements de communes entre eux. On oppose alors les intercommunalités à fiscalité propre, aptes à lever des taxes locales, des intercommunalités sans fiscalité propre, inaptes à le faire.

## Typologie
En France, on distingue :
- les groupements de communes à fiscalité propre, dits « établissements publics de coopération intercommunale à fiscalité propre » (EPCIFP ou EPCI à FP) :
  - les communautés de communes (CC),
  - les communautés d’agglomération (CA),
  - les communautés urbaines (CU),
  - les métropoles ;
- les groupements de communes sans fiscalité propre, c’est-à-dire, les autres établissements publics de coopération intercommunale (EPCI) et les établissements publics de coopération locale (EPCL) :
  - les syndicats intercommunaux (SI), des établissements publics de coopération intercommunale (EPCI) qui associent uniquement des représentants de conseils municipaux :
    - les syndicats intercommunaux à vocation unique (SIVU ou Sivu), dotés d’une seule compétence,
    - les syndicats intercommunaux à vocation multiple (SIVOM ou Sivom), dotés de plus d’une compétence,

  - les syndicats mixtes (SM), des établissements publics de coopération locale (EPCL) :
    - les syndicats mixtes fermés (SMF), qui associent des représentants de conseils municipaux et de conseillers d’établissements publics de coopération intercommunale,
    - les syndicats mixtes ouverts (SMO), qui associent des représentants de collectivités territoriales et d’autres personnes morales de droit public,

## Impôt local
Plusieurs types d’impôts locaux directs peuvent être levés par les intercommunalités à fiscalité propre :
- la taxe d’habitation (TH)[1] ;
- les taxes foncières :
  - la taxe foncière sur les propriétés bâties (TFPB)[1],
  - la taxe foncière sur les propriétés non bâties (TFPNB)[1],
  - la taxe d’enlèvement des ordures ménagères (TEOM).
- la taxe professionnelle (TP), dont la taxe professionnelle unique (TPU), jusqu’en 2009.

## Régimes fiscaux
Dans les établissements publics de coopération intercommunale à fiscalité propre, plusieurs régimes fiscaux peuvent être choisis,, :
- la fiscalité additionnelle (FA) :
  - la fiscalité éolienne unique (FEU) ou fiscalité professionnelle de zone éolienne (FPE),
  - la fiscalité professionnelle de zone (FPZ) ;
- la fiscalité professionnelle unique (FPU).